# Setodes reclinatus
Setodes reclinatus är en nattsländeart som beskrevs av Yang och Morse 2000. Setodes reclinatus ingår i släktet Setodes och familjen långhornssländor. Inga underarter finns listade i Catalogue of Life.